# Néstor Pías
Pías  Torres est un nom espagnol. Le premier nom de famille, en général paternel, est Pías ; le second, en général maternel, souvent omis, est Torres.
Néstor Pías  (né le 7 mars 1981 à Montevideo) est un coureur cycliste uruguayen.

## Biographie
En 2006, il remporte la quatrième étape et le classement général du Tour d'Uruguay. Il est cependant déchu de ces victoires à la suite d'un contrôle positif lors de cette même épreuve.
En 2014 et 2015, il devient champion d'Uruguay du contre-la-montre.

## Palmarès
- 2000
  - Vuelta Ciclista de la Juventud
- 2001
  -  Champion d'Uruguay de poursuite espoirs[2]
- 2004
  - 3e étape du Tour d'Uruguay
  - 2e de la Vuelta Chaná
- 2005
  - 8e étape de la Rutas de América
- 2007
  - Doble Treinta y Tres
- 2008
  - 8e étape de la Rutas de América
  - Vuelta a los Puentes del Santa Lucía
  - 2e du Tour d'Uruguay
- 2009
  - 1re et 4e (contre-la-montre) étapes de la Vuelta Chaná
- 2010
  - CC Agraciada Treinta y Tres :
    - Classement général
    - 2e étape
- 2011
  - 2e étape de la Rutas de América
  - 2e étape de la Vuelta del Litoral (contre-la-montre)
- 2013
  - 2e du championnat d'Uruguay du contre-la-montre
  - 2e du championnat d'Uruguay sur route
- 2014
  -  Champion d'Uruguay du contre-la-montre
  - 2eb étape du Tour d'Uruguay (contre-la-montre par équipes)
  - 3e étape de la Doble Treinta y Tres
- 2015
  -  Champion d'Uruguay du contre-la-montre
  - 3e étape de la Vuelta Chaná
  - Rutas de América :
    - Classement général
    - 4eb étape (contre-la-montre)

  - 2e de la Vuelta Chaná
- 2016
  - 5eb étape de la Rutas de América (contre-la-montre)
  - Tour d'Uruguay :
    - Classement général
    - 3ea (contre-la-montre par équipes) et 7e (contre-la-montre) étapes

  - 3e de la Vuelta Chaná
- 2018
  - 1re et 2eb (contre-la-montre) de la Vuelta Chaná
  - 2e de la Vuelta Chaná
  - 3e de la Rutas de América

## Classements mondiaux
| Année            | 2005 | 2006 | 2007 | 2008 | 2009 | 2010 | 2011 | 2012 | 2013 | 2014 | 2015 | 2016 | 2017 |
| ---------------- | ---- | ---- | ---- | ---- | ---- | ---- | ---- | ---- | ---- | ---- | ---- | ---- | ---- |
| UCI America Tour | 197e | 226e |      |      | 121e |      | 31e  | 261e |      |      |      | 98e  | 407e |